# لیسا سویهکونن
لیسا سویهکونن (فنلاندی: Liisa Suihkonen؛ زادهٔ ۲۷ سپتامبر ۱۹۴۳) اسکی‌باز صحرانوردی اهل فنلاند بود.